# Parides photinus
Parides photinus is een vlinder uit de familie van de pages (Papilionidae). De wetenschappelijke naam van de soort werd, als Papilio photinus, gepubliceerd in 1845 door Edward Doubleday.

## Kenmerken
De achtervleugels vertonen een dubbele rij rode vlekjes en een blauwe weerschijn.

## Verspreiding en leefgebied
Deze vlindersoort komt voor van Mexico tot jn Costa Rica

## Waardplanten
De waardplanten zijn Aristolochia-soorten.

## Synoniemen
- Papilio dares Hewitson, 1867